# Pterolophia kinabaluensis
Pterolophia kinabaluensis là một loài bọ cánh cứng trong họ Cerambycidae.